# Galago
Galago é um gênero de pequenos primatas estrepsirrinos africanos da família Galagonidae, chamados jagra em português. Em geral, são encontrados na maior parte da África subsaariana, variando do leste do Senegal à Somália e até a África do Sul (exceto seu extremo sul), incluindo as ilhas de Bioko e Zanzibar. Eles são provavelmente um dos primatas mais numerosos da África e podem ser encontrados em uma grande variedade de habitats e zonas ecológicas, habitando áreas densamente florestadas, savanas e bosques abertos.

## Descrição
São pequenos primatas peludos com caudas longas e olhos grandes. As orelhas são, em proporção ao tamanho do corpo, as maiores entre os primatas. Diferentes espécies às vezes são indistinguíveis, mesmo quando comparadas lado a lado, e sua diversidade não é inteiramente explicável anatomicamente. Geralmente há uma variação notável na coloração e no tamanho do corpo, mesmo dentro de uma mesma espécie e entre populações.  A cor da pelagem varia entre as regiões do corpo, bem como entre as espécies, tipicamente variando de preto, marrom e cinza ao branco, com muitos mostrando uma tonalidade esverdeada, avermelhada ou alaranjada nas laterais e nos membros. Algumas espécies possuem uma faixa nasal, enquanto outras apresentam anéis escuros distintos ao redor dos olhos.
Possuem um pescoço muito flexível, de modo que a cabeça pode girar em até 180 graus, permitindo que tenham um amplo campo de visão durante a caça. Eles também têm orelhas altamente móveis que lhes permitem rastrear suas presas. Discos achatados nas mãos permitem que segurem os galhos com firmeza. Eles também têm unhas pontiagudas que lhes dão estabilidade, pois se agarram a superfícies lisas de árvores e buscam insetos nas fendas, usando sua língua estreita e áspera.

## Dieta
Galagos geralmente consomem três tipos de alimentos em várias proporções e combinações: animais pequenos (principalmente insetos), frutas e gomas.

## Comportamento
Os jagras vivem em árvores e são capazes de saltar distâncias significativas, até 2,5 metros ou mais, usando os discos achatados em seus pés e mãos para agarrar galhos.
São animais noturnos e solitários, forrageando à noite e dormindo em árvores durante o dia. Geralmente, os adultos são solitários, mas algumas espécies, como G. moholi, podem ser encontradas dormindo em grupos de 2 a 7 durante o dia. À noite, os grupos se separam para se alimentar de forma independente. Os machos são principalmente agressivos uns com os outros; machos dominantes são os únicos a defender territórios e muitas vezes são os maiores e mais agressivos. Eles mantêm contato social principalmente por meio da comunicação vocal, são até 18 chamadas diferentes, principalmente para anúncio territorial, espaçamento de longa distância e reagrupamento.

## Distribuição
São encontrados na maior parte da África Subsaariana, indo do leste do Senegal à Somália e descendo até a África do Sul (exceto seu extremo sul) e estão presentes em quase todos os países intermediários. No entanto, existem grandes diferenças em sua extensão e distribuição por espécies. G. senegalensis é a espécie mais difundida, estendendo-se do Senegal, no oeste da África central, até o leste da África. G. moholi tem uma ampla distribuição em grande parte da África Austral. G. gallarum tem distribuições mais restritas na África oriental e G. matschiei está restrito a Uganda.
São encontrados em uma variedade de habitats, como bosques, savanas, florestas montanhosas, habitats ribeirinhos; favorecendo árvores com pouca grama ao redor.

## Espécies
- Espécie-grupo senegalensis
  - Galago senegalensis É. Geoffroy, 1796
  - Galago moholi A. Smith, 1836
  - Galago gallarum Thomas, 1901
- Espécie-grupo matschiei
  - Galago matschiei Lorenz, 1917

Outras espécies que foram atribuídas a este gênero no passado são:
- Espécie-grupo alleni
  - Galago alleni Waterhouse, 1838 – Sciurocheirus alleni
  - Galago cameronensis (Peters, 1876) – Sciurocheirus alleni cameronensis
  - Galago gabonensis (Gray, 1863) – Sciurocheirus gabonensis
- Espécie-grupo zanzibaricus
  - Galago zanzibaricus (Matschie, 1893) – Paragalago zanzibaricus
  - Galago granti Thomas & Wroughton, 1907 – Paragalago granti
  - Galago nyasae Elliot, 1907 – Paragalago granti
- Espécie-grupo orinus
  - Galago orinus Lawrence & Washburn, 1936 – Paragalago orinus
  - Galago rondoensis Honess, 1997 – Paragalago rondoensis
- Espécie-grupo demidoff
  - Galago demidoff (Fischer, 1806) – Galagoides demidovii
  - Galago thomasi Elliot, 1907 – Galagoides thomasi